# Ludwig Merores

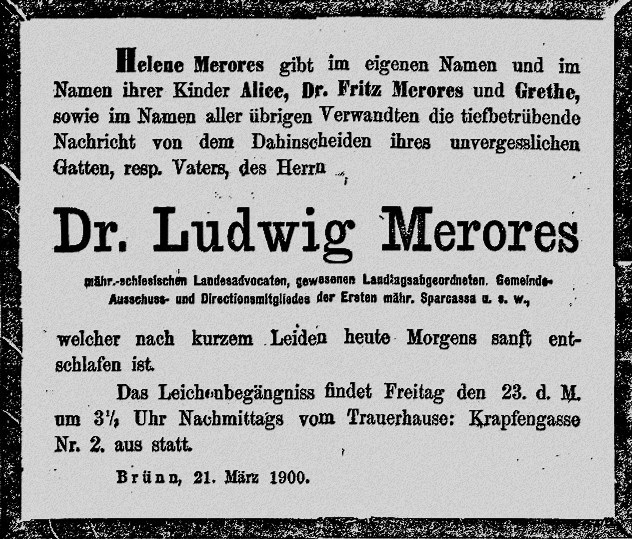
oznámení o úmrtí Dr. Ludwiga Merorese v dobovém tisku (Brno 1900)

Ludwig Merores (6. září 1840 Židovské město – 21. března 1900 Brno) byl rakouský právník a politik německé národnosti židovského původu z Moravy; poslanec Moravského zemského sněmu.

## Biografie
Narodil se roku 1840 v Židovském městě v pražské aglomeraci. Roku 1864 byl na Karlo-Ferdinandově univerzitě v Praze promován na doktora práv. Už během studií v Praze byl aktivní v německých spolcích. Působil v čtenářském spolku německých studentů. Od roku 1867 žil v Brně, kde i profesně působil, nejprve společně s Adolfem Promberem jako koncipient v advokátní kanceláři Dr. Eduarda Sturma, později coby samostatný brněnský advokát. Od roku 1877 byl členem brněnského obecního výboru. Od roku 1888 zastával funkci správního rady Moravského živnostenského spolku. Byl též ředitelem První moravské spořitelny a kurátorem Moravského průmyslového muzea. Založil Spolek pro výstavbu levných bytů v Brně.
V 80. letech se zapojil i do vysoké politiky. V zemských volbách roku 1884 byl zvolen na Moravský zemský sněm, za kurii městskou, obvod Brno (III. okres). Mandát zde obhájil i v zemských volbách roku 1890 a zemských volbách roku 1896. Poslancem byl do své rezignace roku 1899. Pak ho na sněmu nahradil Josef Jelinek. V roce 1884 se uvádí jako německý liberální kandidát (tzv. Ústavní strana, liberálně a centralisticky orientovaná). Jako německý liberál je uváděn i ve volbách roku 1890 a 1896. Byl členem vedení německé liberální strany na Moravě. Rezignace na mandát roku 1899 souvisela s jeho názorovými neshodami v rámci německé liberální strany.
Zemřel ve věku 60 let v březnu 1900 na srdeční mrtvici. Několik týdnů před smrtí stonal. Byl židovského původu i vyznání. Pohřben byl na židovském hřbitově v Brně. Jeho jméno od roku 1905 až do nacistické okupace nesla brněnská Meroresgasse (Meroresova ulice), později ulice V Domkách a od roku 1946 Lužova ulice.